# Torneo Interbritannico 1894
Il Torneo Interbritannico 1894 fu la undicesima edizione del torneo di calcio conteso tra le Home Nations dell'arcipelago britannico. Il torneo fu vinto dalla nazionale scozzese.

## Risultati
| Data             | Luogo      | Squadra 1 | Risultato | Squadra 2   |
| ---------------- | ---------- | --------- | --------- | ----------- |
| 24 febbraio 1894 | Swansea    | Galles    | 4 - 1     | Irlanda     |
| 3 marzo 1894     | Belfast    | Irlanda   | 2 - 2     | Inghilterra |
| 12 marzo 1894    | Wrexham    | Galles    | 1 - 5     | Inghilterra |
| 24 marzo 1894    | Kilmarnock | Scozia    | 5 - 2     | Galles      |
| 31 marzo 1894    | Belfast    | Irlanda   | 1 - 2     | Scozia      |
| 7 aprile 1894    | Glasgow    | Scozia    | 2 - 2     | Inghilterra |

## Classifica
| Pos | Squadra     | Pti | G | V | N | P | GF | GS |
| --- | ----------- | --- | - | - | - | - | -- | -- |
| 1   | Scozia      | 5   | 3 | 2 | 1 | 0 | 9  | 5  |
| 2   | Inghilterra | 4   | 3 | 1 | 2 | 0 | 9  | 5  |
| 3   | Galles      | 2   | 3 | 1 | 0 | 2 | 7  | 11 |
| 4   | Irlanda     | 1   | 3 | 0 | 1 | 2 | 4  | 8  |

## Vincitore
| Campione 1894 Scozia |